# Адрієн Філе
Огастен Ектор Адрієн Філе (фр. Augustin Hector Adrien Filez), відоміший під коротшим ім'ям Адрієн Філе (фр. Adrien Filez; нар. 27 серпня 1885, Туркуен, Франція — пом. 21 листопада 1953, Форе-сюр-Марк) — французький футболіст, який грав на позиції нападника. Відомий за виступами у складі клубу «Туркуен», та у складі збірної Франції.

## Біографія
Адрієн Філе народився в місті Туркуен. На клубному рівні грав у складі місцевої команди «Туркуен». З 1904 року він грав у складі збірної Франції, зокрема в її першому в історії матчі зі збірною Бельгії. У 1908 році Філе запросили до складу збірної на літніх Олімпійських іграх 1908 року, проте він грав у складі другої збірної, яка поступилась у першому ж матчі проти збірної Данії з рахунком 0-9, після чого до збірних країни не залучався.
Під час Першої світової війни Адрієн Філе служив у артилерії, у 1932 року став кавалером Ордена Почесного легіону.
Помер Адрієн Філе у 1965 році у містечку Форе-сюр-Марк.